# ヨセミテ渓谷
ヨセミテ渓谷（ヨセミテけいこく、英: Yosemite Valley、[joʊˈsɛmɪtiː] yoh-SEM-i-tee）は、アメリカ合衆国カリフォルニア州、シエラネバダ山脈西側斜面のヨセミテ国立公園にある氷河の作用でできた渓谷である。長さは約8マイル (13 km)、深さは最大1マイル (1,600 m)、ハーフドームやエル・キャピタンといった高い花崗岩の頂に囲まれ、松が鬱蒼と茂っている。渓谷の水はマーセド川や、テナヤ、イリルーエット、ヨセミテ、ブライダルベイルの各クリークなど多くの水流に流れている。これらのクリークはブライダルベール滝などカリフォルニア州で最大クラスの高さの滝を形成している。ヨセミテ渓谷はその自然美で知られ、ヨセミテ国立公園の中心的存在として世界中からの観光客を惹きつけている。
観光シーズンには様々な活動の中心となり、その中心には各種観光施設が集まっている。渓谷の中でを周回するトレイルやより標高の高い地点に至るトレイルヘッドがあり、それらは全て国立公園内の多くの景観を垣間見させてくれる。

## 概要

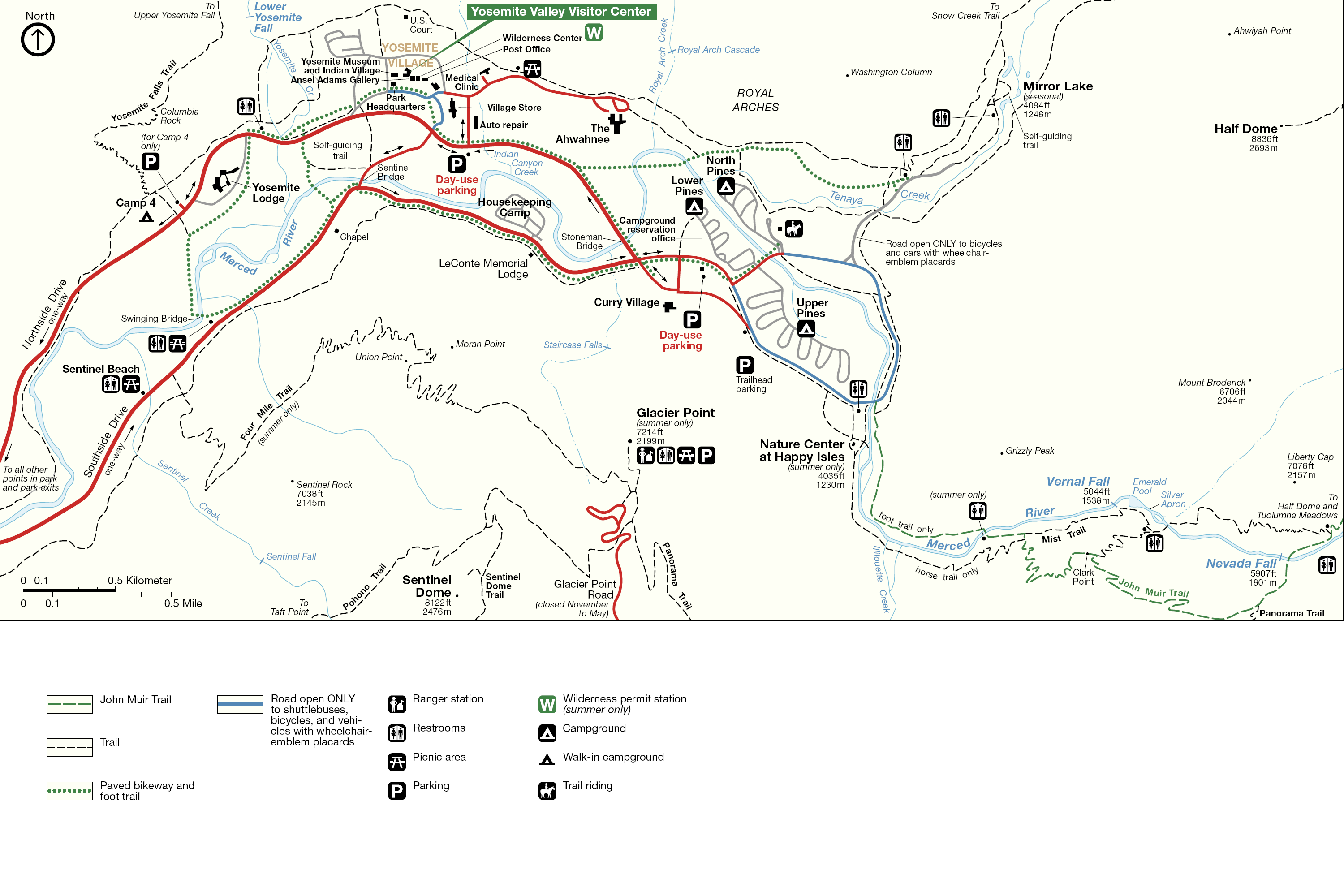
ヨセミテ渓谷地図

ヨセミテ渓谷はシエラネバダ山脈の西側斜面にある。サンフランシスコ市から真東に150マイル (240 km) の位置にある。ほぼ東西方向に7.5マイル (11 km) 伸びており、幅は約1マイル (1.6 km) ある。

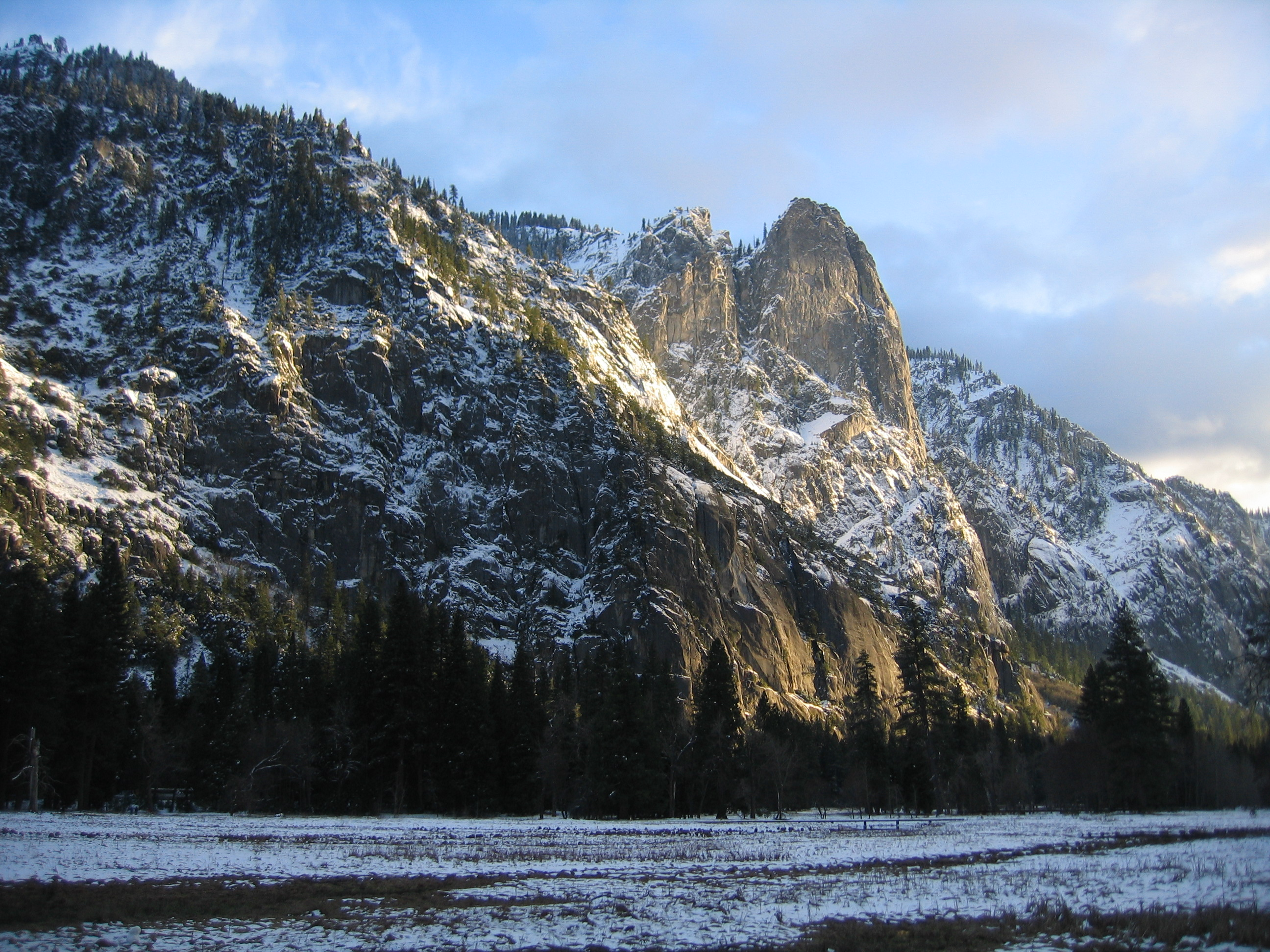
冬の日没のセンティネルロック

ヨセミテ渓谷は国立公園の面積のほんの1%を占めるに過ぎないが。観光客のほとんどがここを訪れ、また滞在する。谷底は標高4,000フィート (1,200 m) にあり、そこから3,000ないし4,000フィート (900–1200 m) 立ち上がる花崗岩の崖頂部にある懸谷（けんこく）から6本以上のクリークが流れ落ちている。これらの水流はマーセド川に集まり、渓谷の西端から出て行き、キャニオンの残りを降って、サンホアキン・バレーに出る。ヨセミテ渓谷の平坦な谷底には森林と大きく開けた草原があり、周りの峰や滝と共に息を呑む美しさを作っている。
ヨセミテ渓谷を訪れる観光客がまず目にするのはトンネルビューである。国立公園局がアーティスト・ポイントと名付けた観測点から、多くの絵画が制作された。
渓谷の底西端からの眺めは左に巨大な花崗岩のモノリス（一枚岩）であるエル・キャピタン、右手にカシードラル・ロックスとブライダルベール滝がある。この地点を過ぎると急に広がってカシードラル・スパイアーズとなり、さらに南にセンティネル・ロックの尖ったオベリスクがある。渓谷の北側にはスリーブラザーズが同じ角度で造られた切妻のように1つまた1つと積み上げられ、最も高いのがイーグルピーク、下の2つはミドルブラザーとローワーブラザーと呼ばれている。

ヨセミテ渓谷のパノラマ、右上がハーフドーム

この地点から渓谷は緩りと左にカーブし、北に向く。ここから大きなカーブを描いて右に振れ、北面にはヨセミテ滝があり、続いてロイヤルアーチ、その上がノースドームとなる。反対側の南にはグレーシャー・ポイントがあり、谷底より3,200フィート (975 m) 立ち上がっている。この地点から渓谷は2つに分かれ、1つは斜めに北東へ、もう1つは南から南東にカーブする。この2つの間、渓谷の東端にハーフドームがあり、シエラネバダ山脈の中でも最も有名で最も認識されている自然の地形である。ハーフドームの上、北東には標高9,926フィート (3,025 m) のクラウズ・レストがあり、ヨセミテ渓谷周辺では最高地点である。

### 水流
シエラネバダ山脈雪解け水がクリークと湖を形成している。ヨセミテ渓谷周辺ではこれらクリークが渓谷の端に流れて瀑布と小滝になっている。
多くのクリークとマーセド川の支流がシエラネバダ山脈の水を集め、マーセド湖に入っている。そこからマーセド川が谷（リトル・ヨセミテ・バレー）を流れ下り、「ジャイアント・ステアケース」と呼ばれるものを始める。最初の段差は落差594フィート (181 m) のネバダ滝であり、その下の花崗岩の斜面に跳ね返る。その次は落差317フィート (97 m) のバーナル滝であり、この渓谷でも最大級に美しい滝である。その後急流を下ってイリルーエット・クリークと合流し、イリルーエット滝を形成する。それぞれの流れを含む峡谷の底で合わさり、ハッピー・アイルズを回って、ヨセミテ渓谷の東端でテナヤ・クリークと合流する。
テナヤ・クリークはテナヤ湖から南西に流れてテナヤ・キャニオンを降り、ハーフドームとノースドームの間を流れてマーセド川に合流する。下記の滝は渓谷の縁から落ちて様々な地点で合流している。

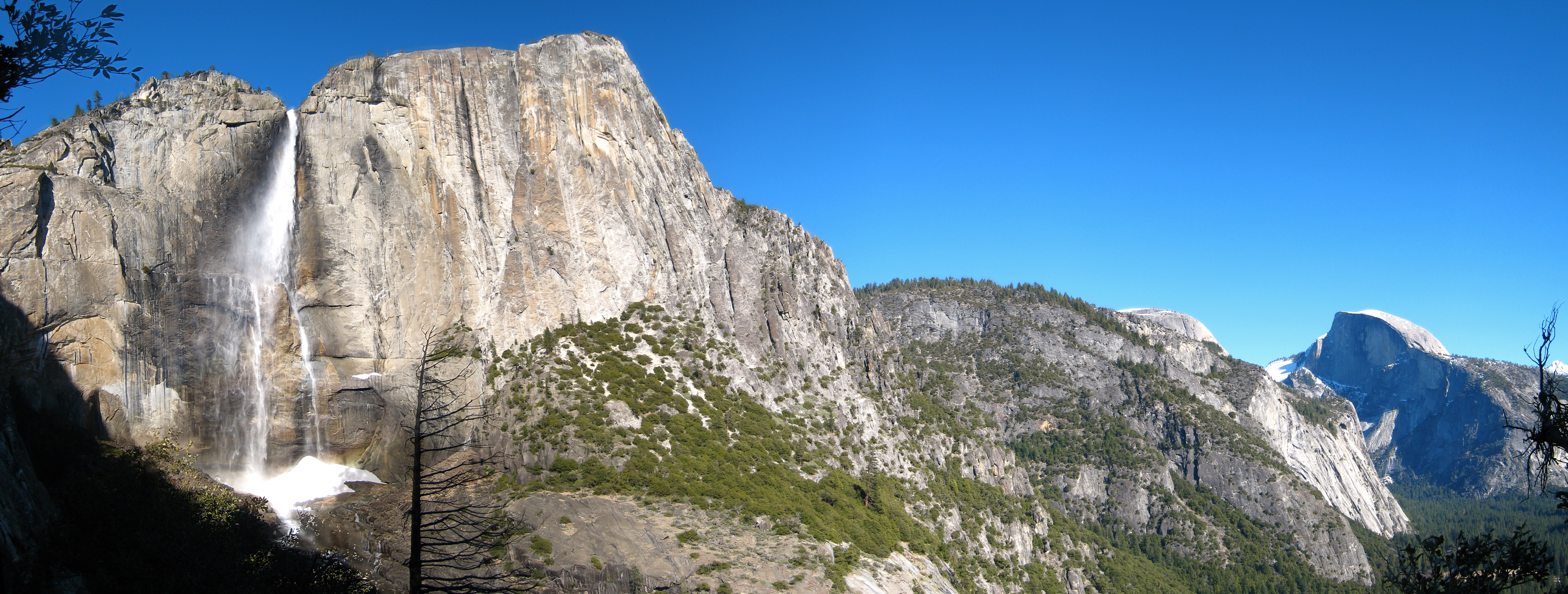
冬のヨセミテ滝（左）とハーフドーム

- ヨセミテ滝、合計標高差2,425フィート (739 m)  - 上段 1,430 フィート (440 m) 、中段 670 フィート (200 m)、下段 320 フィート (98 m) 、ヨセミテ・クリーク
- スノークリーク滝  標高差2,140フィート (650 m)
- センティネル滝 標高差1,920 フィート (590 m)
- リボン滝 標高差1,612 フィート (491 m)
- ロイヤルアーチ・カスケード 標高差1,250 フィート (380 m)
- レハマイト滝 標高差1,180 フィート (360 m)
- ステアケース滝 標高差1,020 フィート (310 m)
- ブライダルベール滝 標高差620 フィート (190 m)、ブライダルベール・クリーク
- ネバダ滝 標高差594 フィート (181 m)
- シルバーストランド滝 標高差574 フィート (175 m)
- バーナル滝 標高差318 フィート (97 m)

## ヨセミテ渓谷の自然

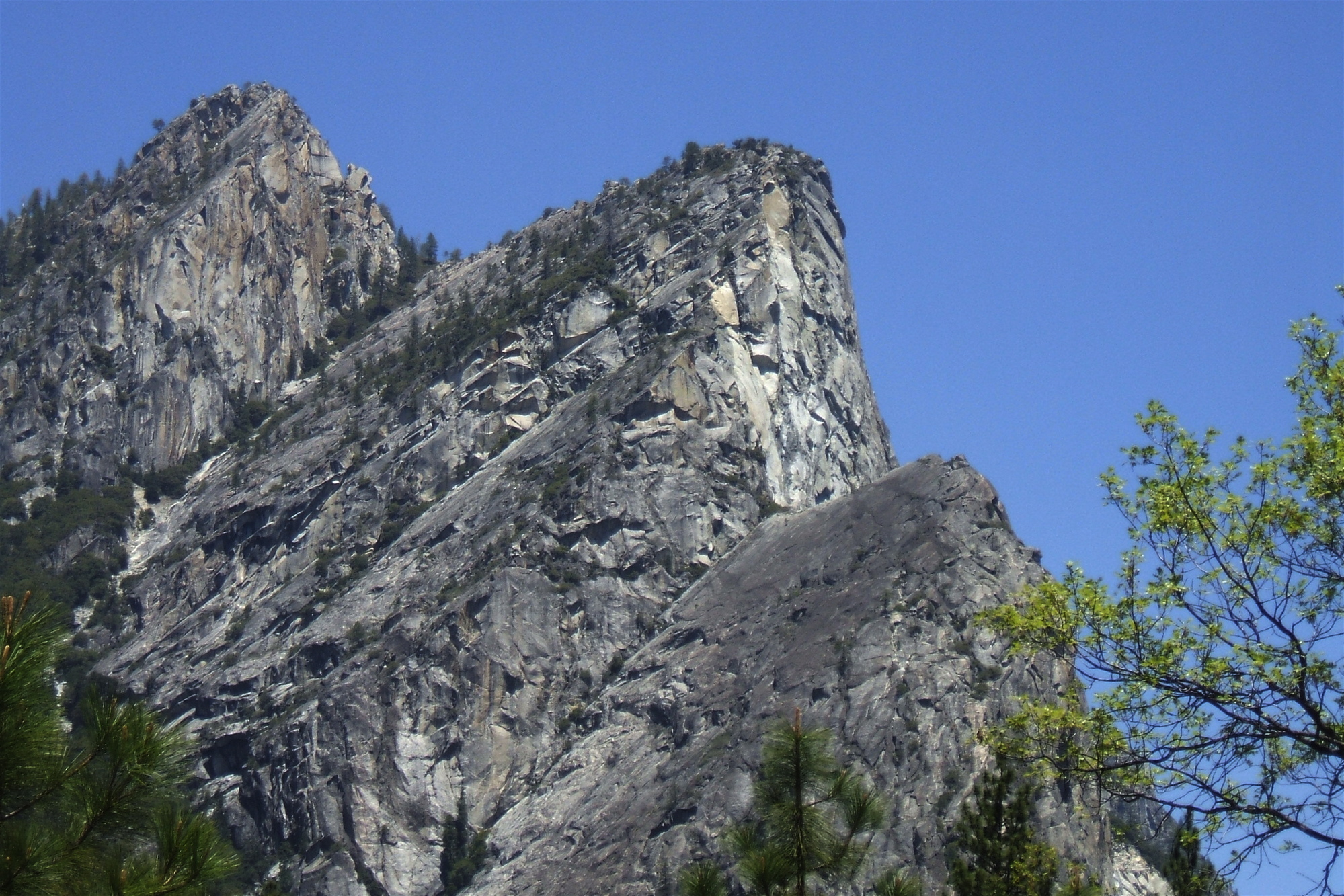
エル・キャピタンの深成岩から形成されたスリーブラザーズ

### 地質
ヨセミテ渓谷の地形は白亜紀後期に数マイルの深さにできた深成岩として形成された花崗岩でできている。シエラネバダ山脈が長い間に隆起し、この岩を表面に露出させ浸食を受けた。
これら花崗岩の中で最古のものは1億1,400万年前のものであり、渓谷の西、マーセド川峡谷に見られる。エル・キャピタンの深成岩が渓谷に貫入し、カシードラル・ロックス、スリーブラザーズ、エル・キャピタンなど渓谷の中心を作り上げている花崗岩の大半を形成した。最も新しい深成岩では、8,700万年前のハーフドーム花崗閃緑岩であり、グレーシャー・ポイント、ロイヤルアーチーズ、ハーフドームなどの大半を作っている。

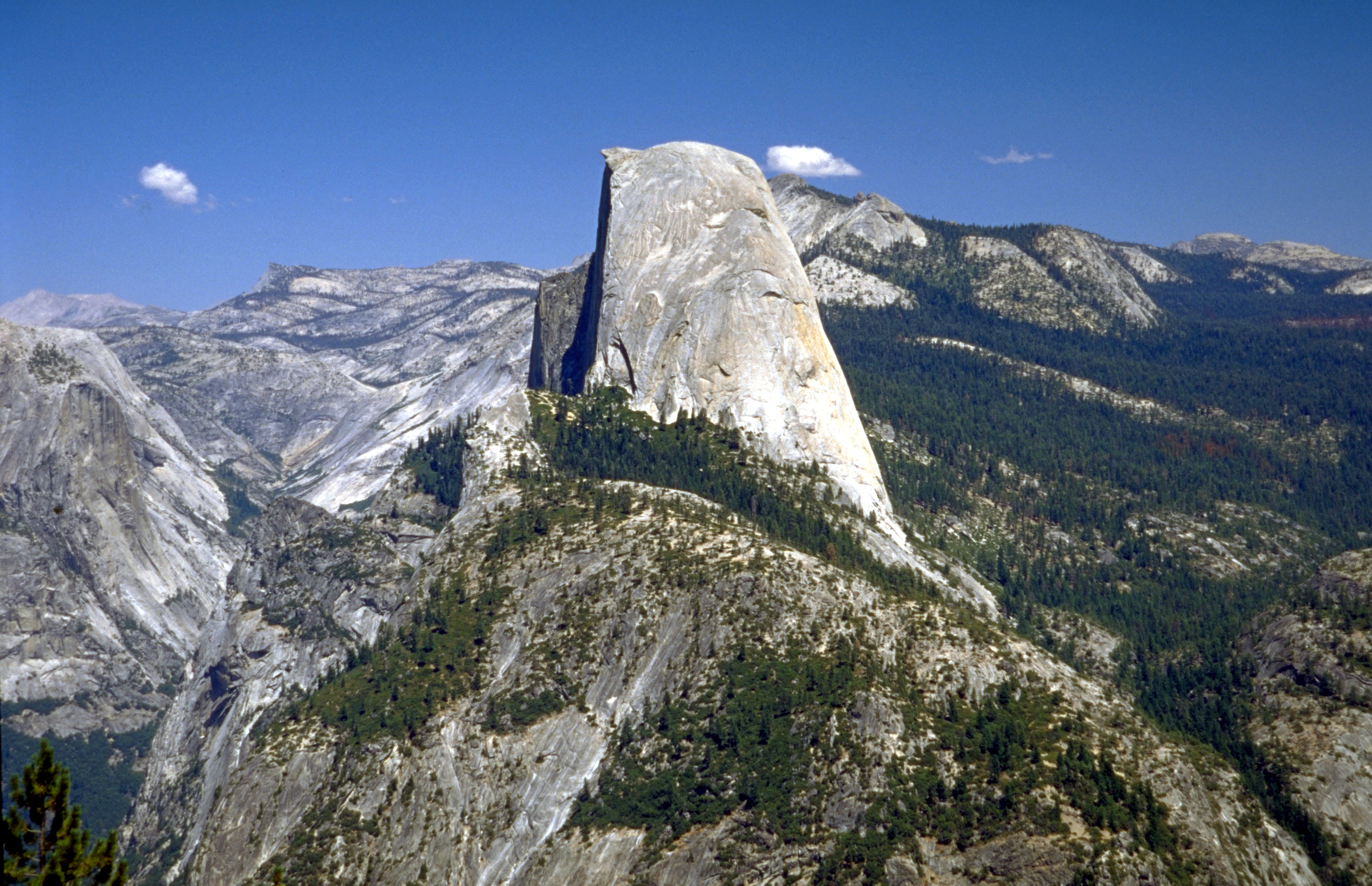
グレーシャー・ポイントから見たハーフドーム

過去3,000万年間、氷河が周期的に渓谷の大半を満たした。最近の氷河であるウィスコンシン氷河は厳しいものではなかった。ウィスコンシン氷河に先立つ氷河期は寒く、期間が長かった。その氷は巨大であり、ヨセミテ渓谷の特徴ある地形のほとんど全てを覆っていたが、ハーフドーム、イーグルピーク、センティネルドーム、およびエル・キャピタンの頂部だけが例外だった。しかしウィスコンシン氷河はブライダルベール滝まで達しただけだった。氷河が谷を広げたが、実際にその幅の多くは谷の壁にある垂直な節理に沿って、浸食と物質移動が起こったことによるものである。
これら氷河の多くが後退した後、ヨセミテ湖の水路が造られた。渓谷床面の平坦さはこれら水路によって運ばれた堆積物によっている（渓谷の最後の氷河は小さく、古い湖の堆積物の多くを動かさなかった）。ヨセミテ湖の最後の水路は長さ約5.5マイル (8.9 km) あり、エル・キャピタンの麓に近いモレーンによって水が湛えられている。そこが後に堆積物で埋められ、沼のある草原に変わった。
並行しているテナヤ・キャニオンとリトル・ヨセミテ・キャニオンの氷河は、最大の時に2,000フィート (600 m) の深さがあり、ハーフドームの麓近くでヨセミテ渓谷に流れ込んだ。それらがハーフドームの後ろにあるクラウズ・レストを尾根として造り上げた。
グレーシャー・ポイントの近くに、ヨセミテ湖の堆積物が少なくとも6回は積み上げられた氷河性堆積層2,500フィート (600 m) がある。ここでは巨大で浸食性の強かったウィスコンシン氷河が谷の床に穴を明け、より小さなウィスコンシン氷河が氷河性礫を堆積させた。

### 生態系

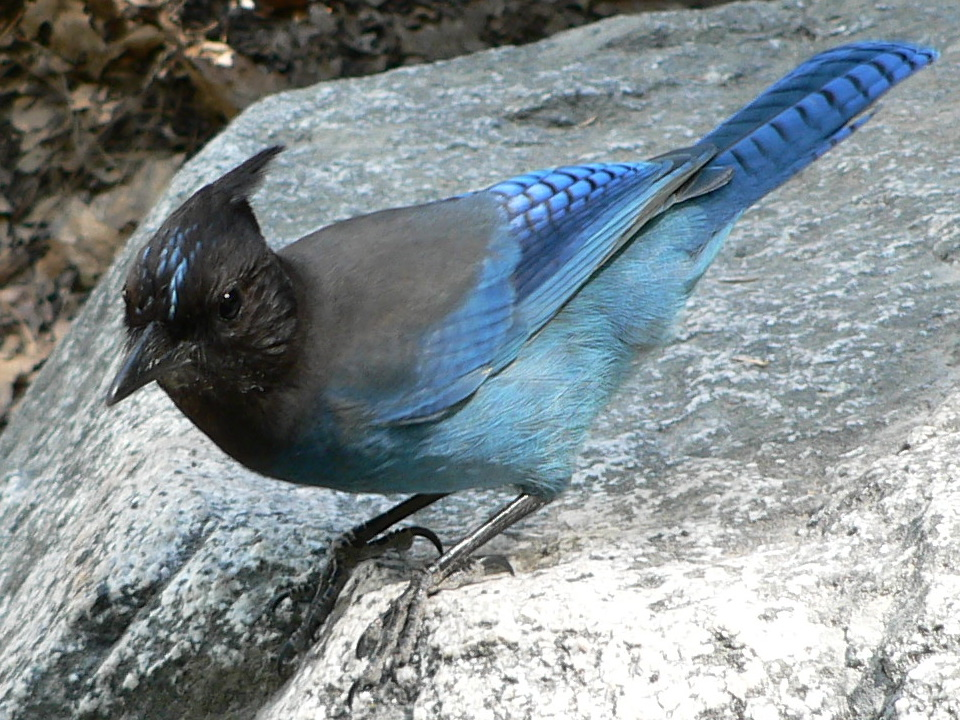
ステラーカケス

ヨセミテ渓谷底部の生物社会は多様であり、400種以上の野草と数千種の昆虫が確認されている。一般的な水準では乾燥した松の森に多くの開けた草原があるものに分類される。下記の動植物が多く見られる。
- 樹木 – ポンデローサマツ、ロッジポールマツ、シュガーマツ、ホワイトファー、オニヒバ、カリフォルニア・ブラックオーク、インテリア・ライブオーク、海岸ダグラスファー、カリフォルニアゲッケイジュ、ヒロハカエデ、スクーラズヤナギ、タイヘイヨウミズキ、シロハンノキ、セイヨウヒロハハコヤナギ[3]
- 低木 – シロハマンザニータ、マウンテンミザリー、セイヨウツツジ、アメリカミズキ、バックブラッシュ、ディアブラッシュ、シエラ・セイヨウスグリ[3]
- 野草 – インディアンピンク、ソーププラント、カリフォルニアポピー、マイナーズレタス、パープルチャイニーズハウジーズ、パープルミルクウィード、パシフィックスターフラワー、ウェスタンバターカップ、パイナップルウィード[3]
- 哺乳類 – カリフォルニアジリス、ウェスタンハイイロリス、チッカリー、ミュールジカ、アメリカグマ、ボブキャット、コヨーテ[3]
- 鳥類 – ユキヒメドリ、マミジロコガラ、チャバライカル、シロガシラキツツキ、ステラーカケス、メキシコカワガラス、ワタリガラス[3]
- 爬虫類 – ギルバーツスキンク、ノーザンアリゲーターリザード、ガラガラヘビ[3]
- 両生類 – シエラネバダサラマンダー[3]

### ハイキング

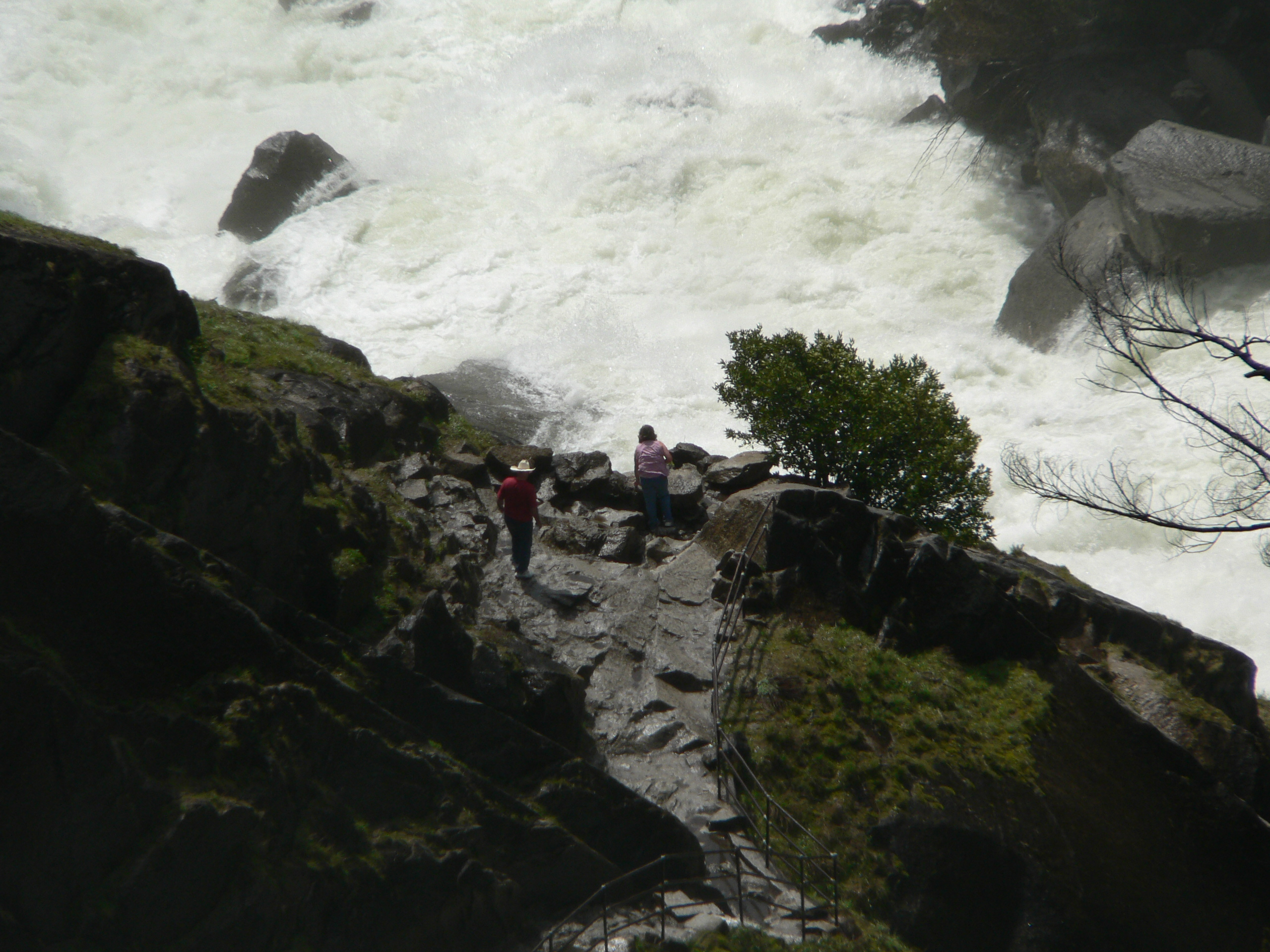
ミスト・トレイル、バーナル滝のミストを受ける所

- ジョン・ミューア・トレイル --- 212マイル (341 km)、ホイットニー山に至る
- ミスト・トレイル --- バーナル滝とネバダ滝が見られる
- フォーマイル・トレイル --- グレーシャー・ポイントに至る
- ヨセミテ・フォールズ・トレイル --- ヨセミテ滝の頂上に至る

## 歴史

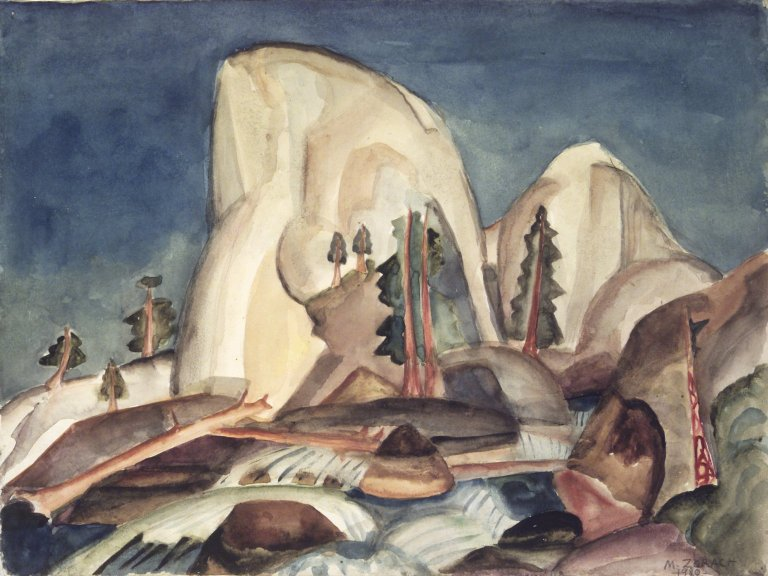
ハーフドーム、マルグリット・ゾラック画、ブルックリン美術館蔵

ヨセミテ渓谷の近代史は人類の訪問者、最初のインディアン、続いてヨーロッパ人開拓者、さらに世界中からの観光客の歴史である。

### インディアン
インディアンはヨセミテ地域に8,000年間は住んでいた。記録のある最初の人類はこの渓谷を「アーワーニー」、自らを「アーワーニーチー」と呼んだインディアンのバンドだった。このバンドは、シエラネバダ山脈の東側に住むモノ湖のパイユート族と交易し、家族の結びつきがあった。彼らは毎年渓谷の底部で植生を燃やし、それでブラックオークを育て、草原や森を開かれた状態に保った。このことでその主要食材であるドングリを守り、危険性を減らした。ヨーロッパ人が最初に接触したとき、このバンドはテナヤ酋長が率いており、この酋長はモノ湖パイユート族の中で母に育てられていた。

### マリポサ大隊と最初の観光客
インディアン以外でヨセミテ渓谷を最初に見た者は、おそらく1833年のジョセフ・ウォーカー隊のメンバーであり、この隊が初めてシエラネバダ山脈を東から西に超えた。しかし、ヨセミテについて最初に文献に残したのはそれから20年近く後だった。1849年のカリフォルニア・ゴールドラッシュによって、鉱山師とインディアンの間に紛争が起こり、カリフォルニア州はヨセミテ地域のインディアンに対して懲罰目的で志願兵によるマリポサ大隊を結成した。1851年、この大隊はジェイムズ・D・サベージ少佐が率いた。サベージはマーセド川沿いにあったその交易基地をアワーニーチーに襲撃されていた。この時と他の任務により、テナヤ酋長とアワーニーチーはサンホアキン・バレーの保留地で数か月を過ごすことになった。このバンドが翌年渓谷に戻ったが、鉱山師達と紛争が持ち上がった後でモノ湖パイユート族の中に隠れた。アワーニーチーの大半（テナヤ酋長も）は、馬を盗むことで恩をあだで返した後、パイユート族に渓谷に追い返され、殺された。
マリポサ大隊最初の遠征隊のメンバーがマーセド川上流で見られたことの噂を聞いてはいたが、1851年3月27日に、現在オールド・インスピレーション・ポイントと呼ばれる場所から見たものについて何の準備もしていなかった。ラファイエット・バネル博士は次のように記していた。
| 「 | その景色の雄大さは谷に罹っていた靄によって和らげられてこそあった。 -- 蜘蛛の糸のように軽く -- 雲によって高い崖や山が一部隠れてはいた。見えるものが曖昧だとしても、私が見たときの畏敬の念を増し、見れば見るほど特別に高められた感情が私の全身を満たすように感じ、私の眼には感動の涙が出てきていた。 | 」 |

この集団はその夜渓谷底部で宿営し、バネル博士がこの地を「ヨセミティ」と呼ぶという提案に同意した。しかしこれはインディアンの名前だと誤って信じていたものだった。バネルは渓谷の壁の高さを過少に評価した人々の中でも最初の者だった。サンフランシスコの新聞が、崖の縁の高さが1,500フィート (450 m) と主張したバネルの証言をさらに下げるように要求し、既に半分以下になっていた数字をさらに下げて掲載した。

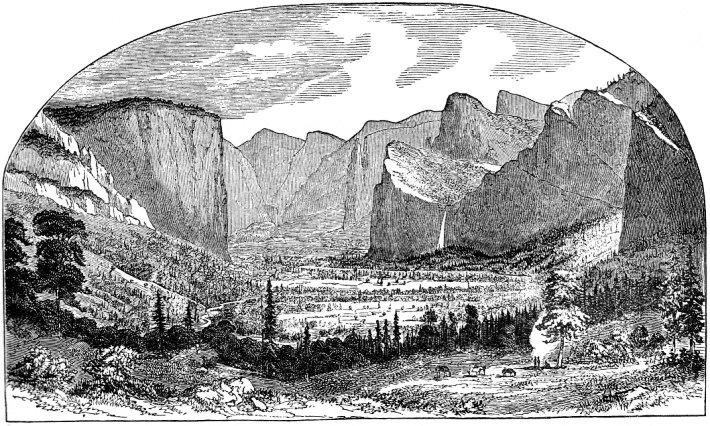
ヨセミテ渓谷の最初の絵、トマス・エアーズ画、1855年

ジェイムズ・ハッチングスが1855年にヨセミテ渓谷への初の観光隊を編成し、画家のトマス・エアーズがヨセミテに関する初期の広告の大半を制作した。ハッチングスはヨセミテ渓谷に関する記事を制作し雑誌1冊を発行した。エアーズの非常に詳細で、ある意味で芸術的に誇張した作品と紀行文が全国に配布され、ニューヨーク市ではその絵の展覧会が開催された。
ハッチングスが組織した最初の観光隊の中で、ミルトン・マンとヒューストン・マンが渓谷への最初の有料道路を建設し、地域最初のホテルが建設されるとその他のトレイルの建設が続いた。渓谷の草原では果樹園が造られ、家畜が草を食んだので、その結果は原始生態系にとっては障害となった。

### ヨセミテ、最初の公園
エアーズの作品が東部人のヨセミテ渓谷に関する認識を与え、保存のための動きが始まった。ガレン・クラーク、牧師のトマス・スター・キング、およびランドスケープ・アーキテクトのフレデリック・ロー・オルムステッドなど影響力ある人物が、カリフォルニア州のジョン・コネス上院議員を動かし、ヨセミテを保護させるようにした。

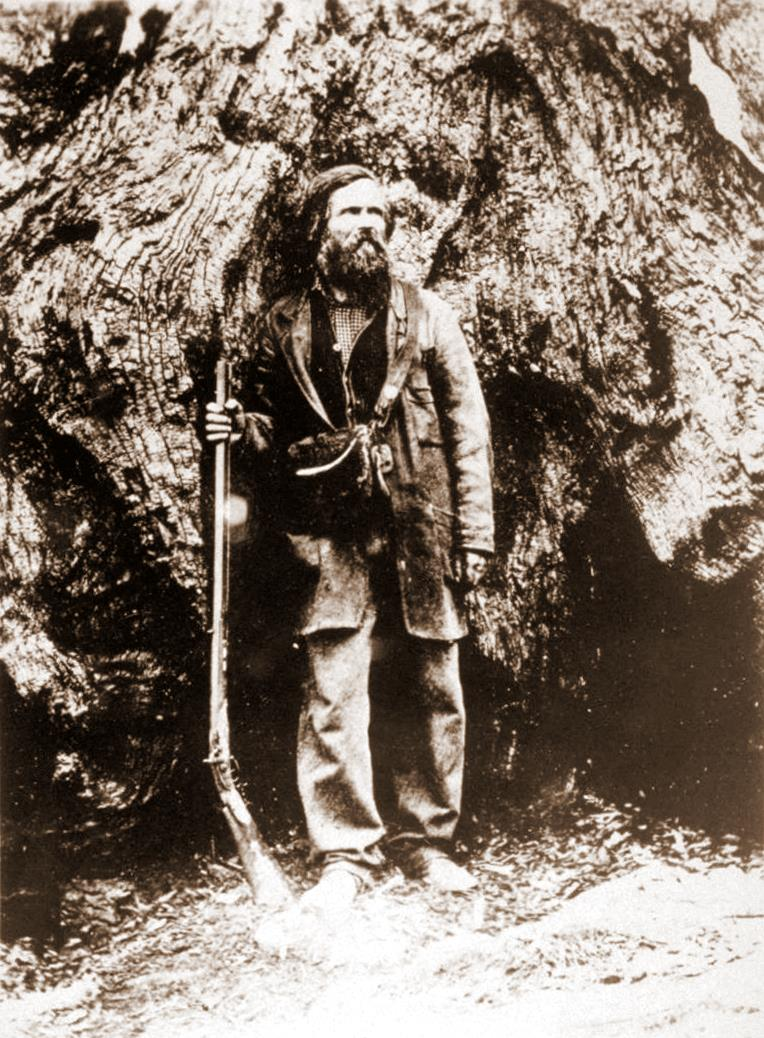
ビッグツリーグローブに立つガレン・クラーク

エイブラハム・リンカーン大統領は1864年6月30日に、ヨセミテ渓谷とジャイアント・セコイアのあるマリポサ・グローブを、カリフォルニア州が「公的に使い、リゾートとリクリエーションの場とし」、この2つの土地を「永久に譲渡されない」ことを認める法案に署名した。これは連邦政府が景観の良い場所を保護のためだけに取って置き、人民全てが楽しむことを認めたことで、歴史上初めてのことになった。
地域を公園として指定するだけでは、そこを保護するために十分ではなかった。カリフォルニア州がこの公園の管理に取り掛かったのは1866年になってからであり、ガレン・クラークを公園の管理人に指名した。その後の11年間は渓谷の中の土地を自家の土地とする主張との争いに費やされた。観光客の増加に対応し、最初の駅馬車道、さらにはヨセミテ渓谷鉄道を建設する需要があり、渓谷内外のホテルなど施設が造られたのが19世紀の残り期間だった。しかし同時に渓谷自体に対する環境破壊が起こった。ヨセミテ公園が州の管理下にあったときの問題が、1872年に初の完全な国立公園としてイエローストーン国立公園を設立する時の要因の1つだった。
渓谷に行くときの難しさ故に、初期の観光客は数週間から数か月を要し、家族全員が多くの所持品を持ってきていた。それ故に初期のホテルは、長期間家を離れて滞在できる裕福な顧客が滞在し接遇されるように造られていた。1880年代に建設されたこのようなホテルの1つ、ワウォナ・ホテルが現在も営業している。
ヨセミテ渓谷が公園になった後、周辺の領域はまだ製材、鉱業、放牧の対象になっていた。ジョン・ミューアは渓谷を取り囲む準高山草原に与えた損傷を公表し、1890年に政府はヨセミテ渓谷とマリポサ・グローブを囲むかなり広い範囲を国立公園として創設した。イエローストーン国立公園と同様に、新しい連邦政府の公園は1914年までアメリカ陸軍の管轄下にあった。1906年、カリフォルニア州はヨセミテ渓谷とマリポサ・グローブを連邦政府に移譲した。国立公園局が1916年に設立され、ヨセミテの管理を引き継いだ。

## 現代史
ヨセミテ渓谷はアメリカ合衆国歴史地区とカリフォルニア州歴史的ランドマークに登録されている。国立公園局の創設後、多くのホテル・オーナーがそれぞれ営業権契約を結んだ。ヨセミテ公園会社がヨセミテ・ロッジを建設し、ヨセミテ・ビレッジが独自の商人集団を抱えている。当初あったホテルの多くは火事で焼失し、営業権所有者が出入りしていたが、国立公園局が1つの営業権契約のみとするために2つの大手会社に合併を強いた。1925年、2つの家族経営の会社がヨセミテ公園とカリー会社となり、会社の本部としてアーワーニー・ホテルを建設して運営し、ブレースブリッジ・ディナーなど多くの伝統を作って来た。
カリー・ビレッジは、村人と観光客が有名なヨセミテ・ファイアフォールを見学した場所である。この「火の滝」はグレーシャー・ポイントから赤熱した石炭がらを落としたものだった。国立公園局が1969年に人工的な呼び物を止めさせようと長く努力したことの一部として、この行事を止めさせた。
1996年7月6日、グレーシャー・ポイントの東面から谷に推計6万ないし8万トンの地すべりが発生し、1800フィート (550 m) を落下して時速160マイル (260 km/h) 以上になった。土ぼこりが何日も渓谷の一部を覆い、地滑り前面の風速は時速300マイル (480 km/h) になったと推計された。この地滑りで1人が亡くなった。
ヨセミテは今、世界のロッククライミングのメッカになっている。花崗岩の巨大な壁は1950年代以降数えきれないほど登攀されており、クライマーを新しい高さに挑戦させている。昔のクライマーはモノリスに登るために岩面でビバークして数日を使っていたが、現代のクライマーは登攀技術の向上もあって数時間で上ることができる。多くのクライマーはビッグウォール登攀の前にキャンプ4と呼ばれるキャンプ地に泊まる。
ハーフドームの姿はカリフォルニア州4分の1ドル硬貨の裏面デザインに使われている。